# Pierre Doppler
Pierre Marie Hubert ("Pierre") Doppler (Maastricht, 22 juli 1861 - Maastricht, 19 oktober 1938) was een Nederlands archivaris en historicus. Hij werkte onder andere als rijksarchivaris in Limburg te Maastricht. Daarnaast was hij freelance auteur. Doppler publiceerde talloze wetenschappelijke artikelen over de geschiedenis van Limburg en Maastricht, met een nadruk op de middeleeuwen. Hij is vooral bekend vanwege zijn gedegen bronnenuitgaven.

## Biografische schets
Pierre Doppler werd in 1861 te Maastricht geboren als zoon van de slotenmaker-werktuigkundige Lambertus Nicolaas Doppler (1817-1887) en Maria Gertrudis Hubertina Gadet (1818-1897). Hij volgde lager onderwijs aan de Sint-Aloysiusschool van de Broeders van Maastricht en middelbaar onderwijs aan het Stedelijk Gymnasium, beide in zijn geboortestad. Na zijn eindexamen studeerde hij klassieke talen en wijsbegeerte aan de Katholieke Universiteit Leuven (1880-1884). Aan dezelfde universiteit behaalde hij in 1886 de graad van doctor in de Filosofie en Letteren.
Aanvankelijk leek het erop dat Doppler zou kiezen voor het kloosterleven. Hij legde zijn tijdelijke geloften af bij de jezuïeten in Maastricht, maar in 1888 brak hij zijn noviciaat af.
Pierre Doppler bleef zijn leven lang ongehuwd. Tijdgenoten kenschetsten hem als een stille en bescheiden man, die zijn leven wijdde aan de studie. Hij stond bekend om zijn onbaatzuchtige inzet op kerkelijk en sociaal-charitatief gebied. De laatste jaren van zijn leven bewoonde hij het herenhuis Prins Bisschopsingel 27. Hij overleed na een kort ziekbed op 77-jarige leeftijd in zijn geboortestad. De uitvaart vond plaats op 22 oktober 1938 in de Onze-Lieve-Vrouwebasiliek, waarna de teraardebestelling volgde op de Algemene Begraafplaats Tongerseweg.

## Loopbaan
Vanaf 1886 werkte Doppler enkele jaren als volontair op het Rijksarchief in Limburg (RAL), dat kort daarvoor de gerestaureerde Oude Minderbroederskerk aan de Sint Pieterstraat had betrokken. In 1889 werd hij directeur van de Stadsbibliotheek Maastricht, in die tijd samen met het Gemeentearchief gevestigd in een deel van het Generaalshuis aan het Vrijthof (tegenwoordig Theater aan het Vrijthof). In 1893 keerde hij terug naar het RAL, aanvankelijk als commies-chartermeester, van 1907-1922 als hoofdcommies, vanaf 1919 als plaatsvervangend rijksarchivaris in Limburg. Van 16 januari 1922 tot en met 31 december 1928 vervulde hij laatstgenoemde functie officieel.
In vergelijking met zijn flamboyante voorgangers als rijksarchivaris, Jozef Habets (1829-1893) en August Flament (1856-1925), ging de noeste werker Doppler eerder analyserend dan synthetiserend te werk. Nieuwe inzichten en opzienbarende visies zal men bij hem zelden aantreffen; betrouwbare feiten des te meer. Zijn grootste verdienste is zonder twijfel de eerste schifting die hij aanbracht in de circa 25.000 paketten, die het grootste gedeelte van de archieven van vóór 1797 vormden. Zijn eerste ordening van de omvangrijke archieven van onder andere het Indivies Laaggerecht, de Luikse en Brabantse Hooggerechten, de Hof van Lenculen (Vroenhof) en de Arrondissementsrechtbank hebben deze belangrijke Maastrichtse archieven voor verdere inventarisering en wetenschappelijk onderzoek toegankelijk gemaakt.
In zijn functie van rijksarchivaris was Doppler tevens inspecteur van gemeentelijke en andere archiefdiensten in Limburg, waarbij hij de inventarisatie van verschillende gemeentelijke archieven bevorderde, onder andere in Venlo. Daarnaast bewerkstelligde hij een belangrijke uitruil van archieven met Duitsland, waarbij circa 3000 'Limburgse' charters van Düsseldorf naar Maastricht verhuisden.
Doppler interesseerde zich tevens voor archeologie. Op 1 september 1890, tijdens de grote restauratie van de Sint-Servaaskerk onder leiding van Pierre Cuypers, werd na archivalisch onderzoek het vermeende graf van de Maastrichtse bisschoppen Monulfus en Gondulfus aangetroffen op de plek die door Flament en Doppler was aangewezen. Daarbij werd tevens de elfde-eeuwse cenotaaf van Monulfus en Gondulfus teruggevonden, die in de zeventiende eeuw ter plekke was begraven. In 1903 leidden Dopplers archivalische naspeuringen tot de exacte plaatsbepaling van het graf van de elfde-eeuwse proost Geldulfus in dezelfde kerk. Het in het graf aanwezige loden grafkruis bevindt zich sindsdien in de Schatkamer van de Sint-Servaasbasiliek.

## Overige activiteiten

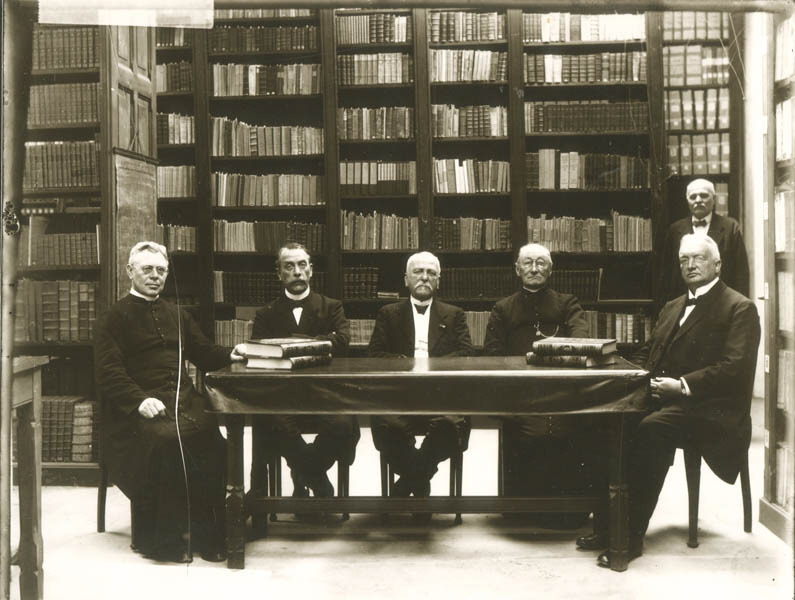
Pierre Doppler (2e van links) als lid van de Monumentencommissie, ca. 1922

Van 1907-1934 was Doppler (onbezoldigd) bestuurslid en secretaris van Limburgs Geschied- en Oudheidkundig Genootschap (LGOG). Tot aan zijn dood bleef hij als bestuurslid verbonden aan LGOG. Tevens was hij, tot aan zijn dood, voorzitter van de redactiecommissie van De Maasgouw en de Publications de la Société Historique et Archéologique dans le Limbourg (PSHAL of Publications), het jaarboek van LGOG. Daarnaast was hij lid van de Maastrichtse Monumentencommissie ("Commissie voor de Bewaring van Geschiedkundige Gedenkstukken") en bestuurslid van de Catacombenstichting te Valkenburg.
Doppler was zeer actief op kerkelijk-maatschappelijk gebied. Zo was hij kerkmeester van de Onze-Lieve-Vrouwebasiliek (1906-1938), voorzitter van de Broederschap Onze Lieve Vrouw Sterre der Zee, lid van de Derde Orde van Sint-Franciscus, lid van de charitatieve Sint-Vincentiusvereniging (1893-1938?), penningmeester van de Bijzondere Raad van deze vereniging, bestuurslid (tevens medeoprichter) van het R.K. Patronaat voor jeugdige werklieden (1889-1938?), bestuurslid van de aan dit patronaat verbonden tekenschool (1895-1938?) en bestuurslid en bibliothecaris van de R.K. Kostelooze Volksbibliotheek (1886-1932). In 1912 was hij secretaris van het eerste internationale Mariacongres in Maastricht.

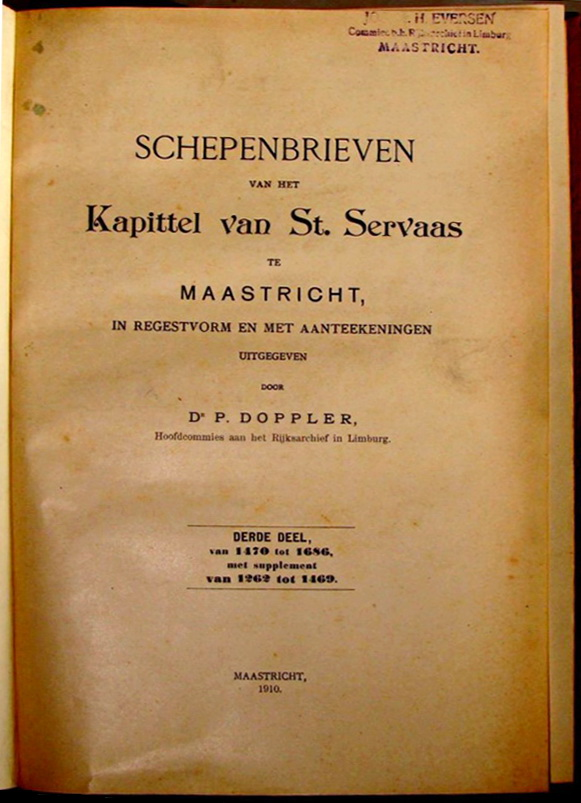
Schepenbrieven van het kapittel van St Servaas te Maastricht, gebundelde uitgave, deel 3, 1910

Pierre Doppler was in zijn tijd de meest productieve historicus in Limburg. Aan de Publications alleen droeg hij zo'n 3.500 pagina's tekst bij. Zijn artikelenreeks 'Schepenbrieven van het kapittel van St. Servaas te Maastricht [1257-1686]' omvatte maar liefst 1278 pagina's. Deze verscheen tussen 1900 en 1908 in negen opeenvolgende jaargangen van de Publications (de omvangrijkste bijdrage ooit aan dit tijdschrift), en tevens in een driedelige, in rood leder gebonden uitgave. Eveneens omvangrijk waren de Schepenbrieven van het kapittel van O.L. Vrouw te Maastricht (590 pagina's) en de Verzameling van charters en bescheiden betrekkelijk het Vrije Rijkskapitaal van St Servaas te Maastricht (836 pagina's). Na zijn pensionering in 1928 nam Dopplers productiviteit als schrijver nauwelijks af. In deze periode publiceerde hij onder andere lijsten van proosten, dekens en kanunniken van het Sint-Servaas- en het Onze-Lieve-Vrouwekapittel. Kort voor zijn overlijden in 1938 kwam zijn laatste artikel over de kanunniken van het Sint-Servaaskapittel gereed, dat 350 pagina's omvatte en postuum verscheen in de Publications van 1938 en 1939.
Dopplers bronnenuitgaven oogsten algemeen veel waardering. Sommige latere auteurs beoordeelden zijn werkwijze als te weinig kritisch. Zo kopieerde hij soms fouten van anderen, zonder deze gecontroleerd te hebben, en was hij enigszins naïef in zijn vertrouwen op de juistheid van "de bronnen". Dr. Anton Kessen (1904-1960), Dopplers opvolger als LGOG-secretaris, was van mening dat Doppler onvoldoende beducht was op vervalsingen bij zijn beschrijvingen van charters.

## Eerbewijzen, lidmaatschappen
- Doppler was ridder in de Orde van Sint-Gregorius de Grote.
- Hij was lid van de Herold-Verein für Heraldik, Sphragistik und Genealogie in Berlijn.
- Sinds 1926 was hij lid van de Maatschappij der Nederlandse Letterkunde te Leiden.
- Na zijn dood verschenen in memoriams in onder andere De Maasbode, Limburgsch Dagblad, Limburger Koerier, De Maasgouw, Publications en Jaarboek van de Maatschappij der Nederlandse Letterkunde.[21]
- In 1985 werd in de Maastrichtse kantoren- en universiteitswijk Randwyck een straat genoemd naar Pierre Doppler: het Dopplerdomein.[22]